# Landkreis Dauba

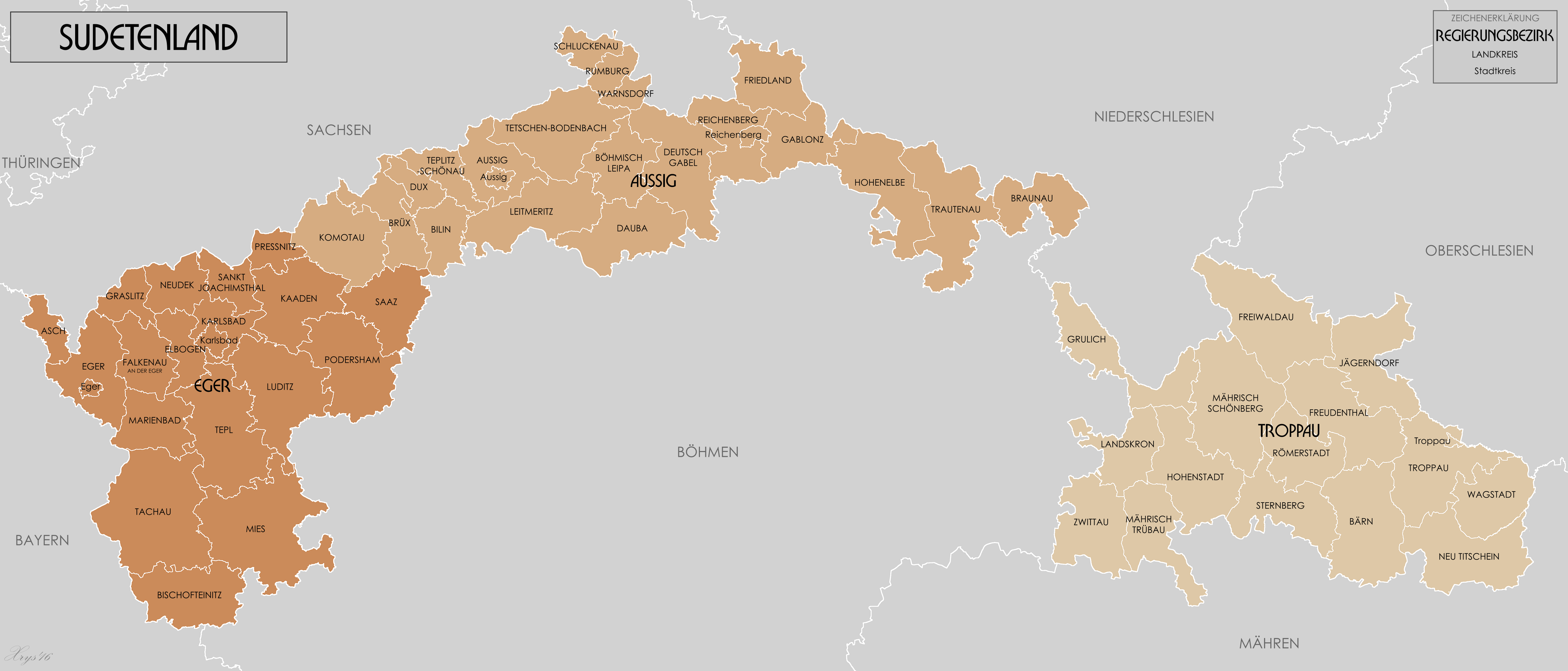
Verwaltungskarte des Reichsgaus Sudetenland

Der deutsche Landkreis Dauba bestand in der Zeit zwischen 1938 und 1945. Er umfasste am 1. Januar 1945 drei Städte:
- Dauba
- Gastorf
- Wegstädtl

und 70 weitere Gemeinden.
Das Gebiet des Landkreises Dauba hatte am 1. Dezember 1930 28.313 Einwohner, am 17. Mai 1939 waren es 25.511 und am 22. Mai 1947 19.092 Bewohner.

## Verwaltungsgeschichte

### Tschechoslowakei / Deutsche Besatzung
Das seit 1526 zu Österreich gehörende Böhmen wurde von den Siegermächten des Ersten Weltkrieges der am 28. Oktober 1918 neu gegründeten Tschechoslowakei zugewiesen. Die staatliche tschechoslowakische Souveränität wurde schon ab November 1918 faktisch durchgesetzt und am 10. September 1919 durch den Vertrag von Saint-Germain bestätigt. Bis zum Münchner Abkommen vom 29. September 1938 gehörte auch der politische Bezirk Dubá zur Tschechoslowakei.
In der Zeit vom 1. bis 10. Oktober 1938 besetzten deutsche Truppen das Sudetenland. Der politische Bezirk Dubá trug fortan die frühere deutsch-österreichische Bezeichnungen Dauba. Der politische Bezirk Dauba umfasste die Gerichtsbezirke Dauba und Wegstädtl. Seit dem 20. November 1938 führte der politische Bezirk Dauba die Bezeichnung „Landkreis“. Er unterstand bis zu diesem Tage dem Oberbefehlshaber des Heeres, Generaloberst Walther von Brauchitsch, als Militärverwaltungschef.

### Deutsches Reich
Am 21. November 1938 wurde das Gebiet des Landkreises Dauba förmlich in das Deutsche Reich eingegliedert und kam zum Verwaltungsbezirk der Sudetendeutschen Gebiete unter dem Reichskommissar Konrad Henlein.
Sitz der Kreisverwaltung wurde die Stadt Dauba.
Ab dem 15. April 1939 galt das Gesetz über den Aufbau der Verwaltung im Reichsgau Sudetenland (Sudetengaugesetz). Danach kam der Landkreis Dauba zum Reichsgau Sudetenland und wurde dem neuen Regierungsbezirk Aussig zugeteilt.
Zum 1. Mai 1939 wurde eine Neugliederung der teilweise zerschnittenen Kreise im Sudetenland verfügt. Danach wurde der Landkreis Dauba aufgelöst. Seine Westhälfte (Gerichtsbezirk Wegstädtl) fiel an den Landkreis Leitmeritz, der Ostteil (Gerichtsbezirk Dauba) an den Landkreis Böhmisch Leipa.
Bereits zum 1. August 1939 wurde der Landkreis in seinen bisherigen Grenzen (Gerichtsbezirke Dauba und Wegstädtl) wieder errichtet. Er erhielt ferner vom Landkreis Böhmisch Leipa die Gemeinden Bösig, Neudorf, Nossadel, Weißwasser  (Ortschaften Leimgruben und Wasatschka), Wiska und Zolldorf (Ortschaft Waldsteinruhe 2. Ant.).
Bei diesem Zustand blieb es bis zum Ende des Zweiten Weltkriegs.
Seit 1945 gehörte das Gebiet wieder zur Tschechoslowakei. Heute ist es ein Teil der Tschechischen Republik.

## Landräte
1938–1940: ?
1940–1945: Volkmar Gieseler

## Kommunalverfassung
Bereits am Tag vor der förmlichen Eingliederung in das Deutsche Reich, nämlich am 20. November 1938, wurden alle Gemeinden der Deutschen Gemeindeordnung vom 30. Januar 1935 unterstellt, welche die Durchsetzung des Führerprinzips auf Gemeindeebene vorsah. Es wurden die im Reichsgebiet üblichen Bezeichnungen eingeführt: Ortsgemeinde→Gemeinde, Marktgemeinde→Markt, Stadtgemeinde→Stadt, Politischer Bezirk→Landkreis.
Die bisherigen Ortsnamen galten weiter, und zwar in der deutsch-österreichischen Fassung von 1918.